# Steve Bell (Karikaturist)

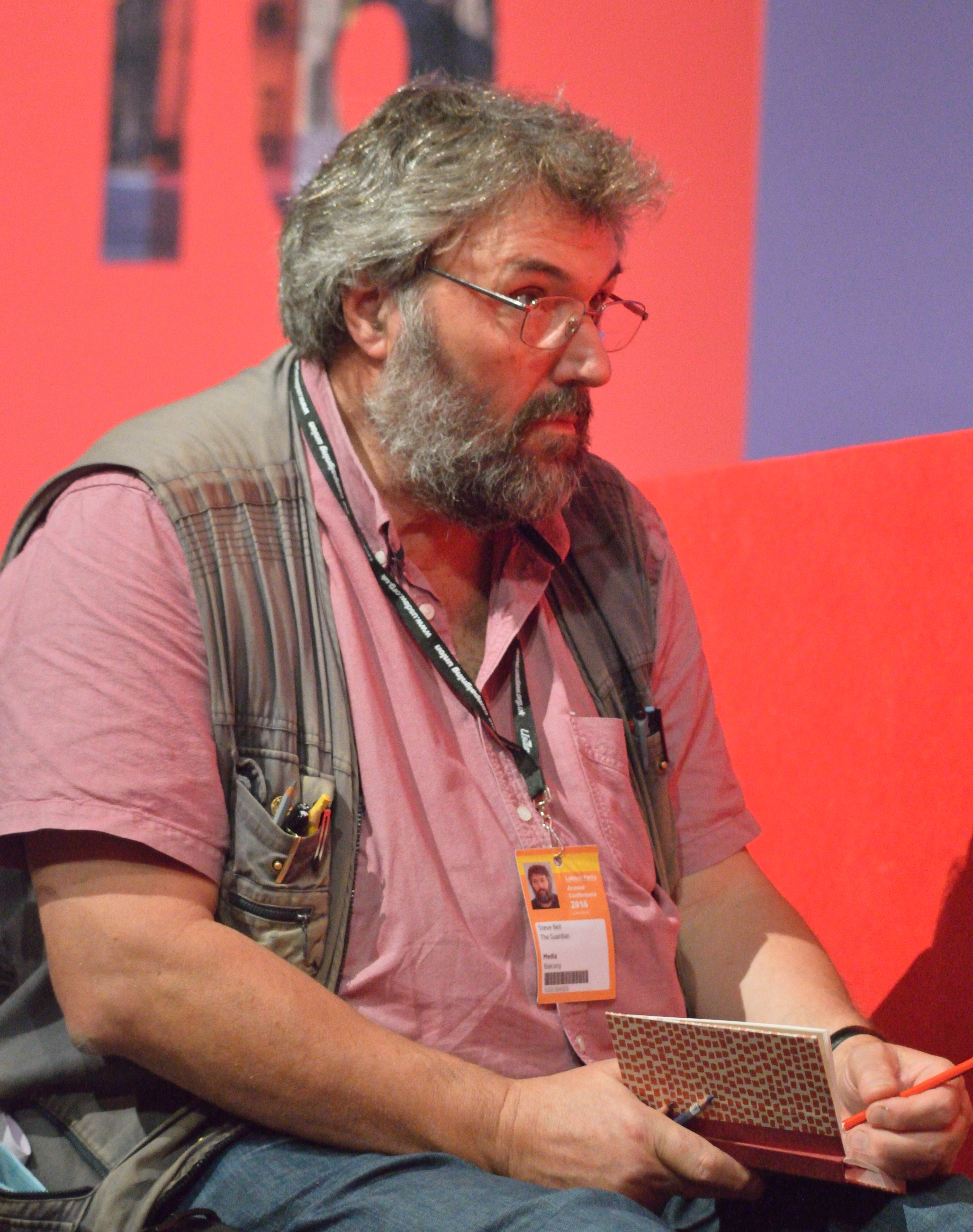
Steve Bell bei der Labour Party Conference 2016

Steve Bell (* 26. Februar 1951 in Walthamstow, London) ist ein englischer Zeichner und Cartoonist, der sich vorrangig der politischen Karikatur verschrieben hat. Von 1981 bis 2021 erschien sein Comicstrip If... bei The Guardian.

## Leben und Wirken
Steve Bell wurde am 26. Februar 1951 in Walthamstow als Sohn eines Ingenieurs geboren. Er wuchs in Slough auf und besuchte die örtliche Grammar School. Bereits in seiner Kindheit begann er sich für Comics zu interessieren. Zu seinen Vorbildern gehörten unter anderem Ronald Searle und Wally Fawkes.
1968 zog Bells Familie nach North Yorkshire und er begann eine Ausbildung zum Künstler am Teesside College of Art in Middlesbrough, die er jedoch wieder abbrach. Nach einem kurzen Aufenthalt in Canterbury studierte er Kunst und Film an der University of Leeds. Dort freundete er sich mit Kipper Williams an, einem freischaffenden Cartoonisten. Bell fing ebenfalls an, Comics zu zeichnen. Er fertigte Poster für die Film Society und entwarf sein Alter Ego Monsieur L'Artiste. 1974 schloss Bell das Kunststudium erfolgreich ab.
Am St. Luke’s College in Exeter absolvierte Bell darüber hinaus eine Ausbildung zum Kunsterzieher, die er mit dem englischen Lehrerdiplom 1975 abschloss. Doch er unterrichtete anschließend nur ein Jahr lang Kunst an einer weiterführenden Schule in Birmingham. Diese Zeit beschrieb Bell später als die schlimmste seines Lebens. Die Rolle des Lehrers als Autoritätsperson widersprach seiner persönlichen Abneigung gegen Autoritäten im Allgemeinen. Neben seiner pädagogischen Tätigkeit beschäftigte sich Bell weiterhin mit der Comiczeichnerei. So veröffentlichte er 1976 unentgeltlich einen Comicstrip mit dem Titel Maxwell the Mutant: Marauding the Midlands in der alternativen Zeitschrift Birmingham Broadside, den er mit S. Bell signierte. Er bewarb sich bei The Beano, wurde jedoch abgelehnt.
1977 kündigte Bell seine Lehrerstelle und wurde freischaffender Karikaturist. Außer seinem Freund Williams hatte er jedoch noch keinerlei Kontakte in der Branche. Im Jahr darauf erhielt er den ersten bezahlten Auftrag, eine Reihe für das Kinder-Comicmagazin Whoopee!. Davon erschienen  aber nur zwanzig Folgen. Bell übernahm danach häufig Aufträge für Kindercomics. So veröffentlichte unter anderem die Zeitschrift Jackpot seinen Comicstrip Gremlins im Mai 1979 in ihrer ersten Ausgabe. Er handelte von einer Bande sich daneben benehmender Tintenkleckse. Im gleichen Jahr zeichnete Bell den politischen Fantasy-Comic Maggie's Farm, der die konservative Regierung und Margaret Thatcher karikierte, welche gerade Premierministerin geworden war. Seine überaus kritische Einstellung gegenüber Thatcher kam darin zum Ausdruck. Dieser Comic war sehr erfolgreich und wurde von 1979 bis 1987 im Time Out und City Limits veröffentlicht. Es folgten weitere politische Comics in linksgerichteten Zeitschriften.
Bell, der inzwischen eine Familie gegründet hatte und eine Hypothek abzahlen musste, bewarb sich 1981 bei The Guardian, obwohl er dort bereits einmal abgelehnt worden war. Da dem Redakteur Maggie's Farm gefiel, engagierte er Bell für einen täglichen Comicstrip namens If.... Der Titel bezieht sich auf ein bekanntes Gedicht von Rudyard Kipling, das britische Eigenschaften wie Courage und Entschlossenheit preist. Im November 1981 erschien die erste Folge des Comics. If... etablierte sich mit der Zeit zu einer festen Größe bei The Guardian und wurde trotz gelegentlicher Probleme durch Bells Scharfzüngigkeit so erfolgreich, dass er jahrzehntelang regelmäßig gedruckt wurde (zunächst an sechs, später an vier Tagen die Woche).
Ab 1990 begann Bell zusätzliche Aufgaben beim Guardian zu übernehmen und wurde für den gesamten Bereich politischer Cartoons verantwortlich. Unter anderem zeichnete er vier großflächige Einzelbilder, die auf der Hauptseite erschienen. Dazu gehörte ein Bild des neuen Premierministers John Major, das ihn als nutzlosen Superhelden darstellt, der seine Unterhose über der Hose trägt. Bell karikierte viele weitere britische Politiker in seinen Cartoons, so war unter anderem Tony Blair ein beliebtes Motiv von ihm.
Bell veröffentlichte seine Comics auch in zahlreichen anderen Zeitschriften wie zum Beispiel Private Eye, Cheeky, Social Work Today, Leveller, New Musical Express, Journalist, New Society und New Statesman. Seine Arbeit bei New Statesman endete jedoch 1999, als die Redakteurin fröhlichere Coverbilder forderte. Aus Bells Sicht machte es keinen Sinn, in seinen Comics etwas Positives über Politiker auszudrücken, er wollte sie mit seinen Bildern demaskieren und angreifen.
Bell zeichnet seine Cartoons in Reproduktionsgröße mit einem „John Heath's Telephone Pen“ und mit Pinsel und Tusche entweder auf kleine Kartons oder auf Aquarellpapier.
Neben den in Zeitschriften veröffentlichten Comicstrips publizierte Bell mehr als 20 Comic-Bücher und schuf gemeinsam mit Bob Godfrey einige animierte Kurzfilme für BBC und Channel 4.
Mehrfach wurde Bell zum besten englischen Cartoonisten des Jahres gewählt, so 1984, 1985 (vom Cartoonists' Club of Great Britain), 1993, 1995–1998 (vom Cartoon Trust), 2002, 2005 und 2007 (von der Political Cartoon Society).
Im April 2021 wurde der Comicstrip If... nach fast 40 Jahren und rund 8300 Ausgaben eingestellt. Laut Bell traf The Guardian diese Entscheidung aus Kostengründen, er werde aber in geringerem Umfang weiter für die Zeitung arbeiten. Gleichzeitig äußerte er jedoch auch die Vermutung, „wahrscheinlich zu vulgär für das gegenwärtige Regime“ zu sein. Zuletzt hätte The Guardian seine Strip-Entwürfe zunehmend aus verschiedenen Gründen zurückgewiesen. Im Oktober 2023 kündigte ihm der Guardian, nachdem er eine Karikatur des israelischen Ministerpräsidenten Benjamin Netanjahu eingereicht hatte, die aus Sicht der Redaktion als antisemitisch aufgefasst werden kann.
Bell ist verheiratet, hat vier erwachsene Kinder und lebt in Brighton.

## Publikationen (Auswahl)

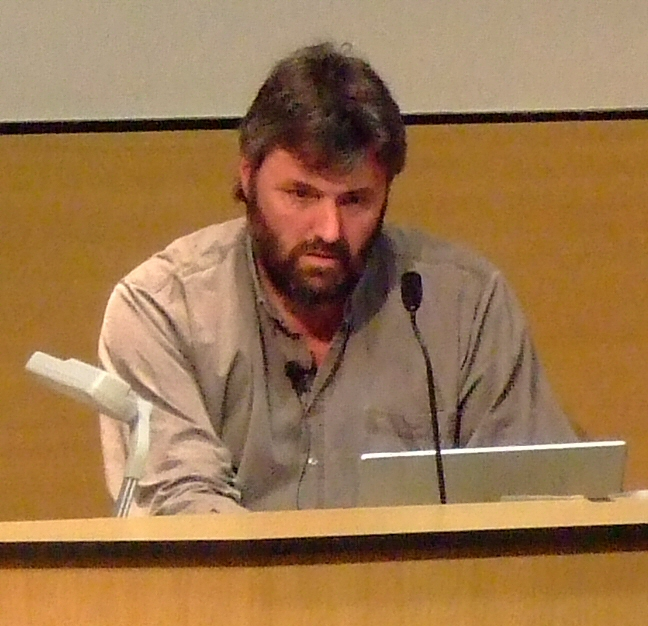
Steve Bell an der University of Dundee (2007)

- Maggie's farm.  Penguin Books Ltd, Harmondsworth 1981, ISBN 978-0-14-006078-2.
- The Steve Bell album. Methuen Publishing Ltd, London 1998, ISBN 978-0-413-72540-0.
- Apes of wrath. Methuen Publishing Ltd, London 2005, ISBN 978-0-413-77450-7.
- If - marches on. Methuen Publishing Ltd, London 2006, ISBN 978-0-413-77571-9.
- My vision for a new you. Methuen Publishing Ltd, London 2006, ISBN 978-0-413-77593-1.

## Ausstellungen (Auswahl)
- 2001 Sir John Soane’s Museum in London
- 2005 Kunstverein Hannover
- 2005 Kunsthalle Düsseldorf
- 2006 The Cartoon Museum in London
- 2007 Norwich Arts Centre
- 2010 Nasher Art Gallery an der Duke University
- 2011 Wilhelm-Busch-Museum in Hannover

## Auszeichnungen (Auswahl)
- 1993 Cartoonist of the Year des BBC-Radioprogramms What the Papers Say[6]
- 1993 XXI Premio Satira Politica (Grafica estera) Forte Dei Marmi
- 2001 Cartoon of the Year Award der Political Cartoon Society
- 2002 British Press Awards, Cartoonist of the Year
- 2005 Cartoonist of the Year der Political Cartoon Society
- 2005 Best Political Satire Award der Political Studies Association[7]
- 2005 Political Humour Award des Channel 4
- 2007 Cartoonist of the Year der Political Cartoon Society
- 2008 Cartoon of the Year Award der Political Cartoon Society
- Ehrenabschlüsse der Universitäten von Sussex, Teesside, Loughborough, Leeds and Brighton.